# Sambhar

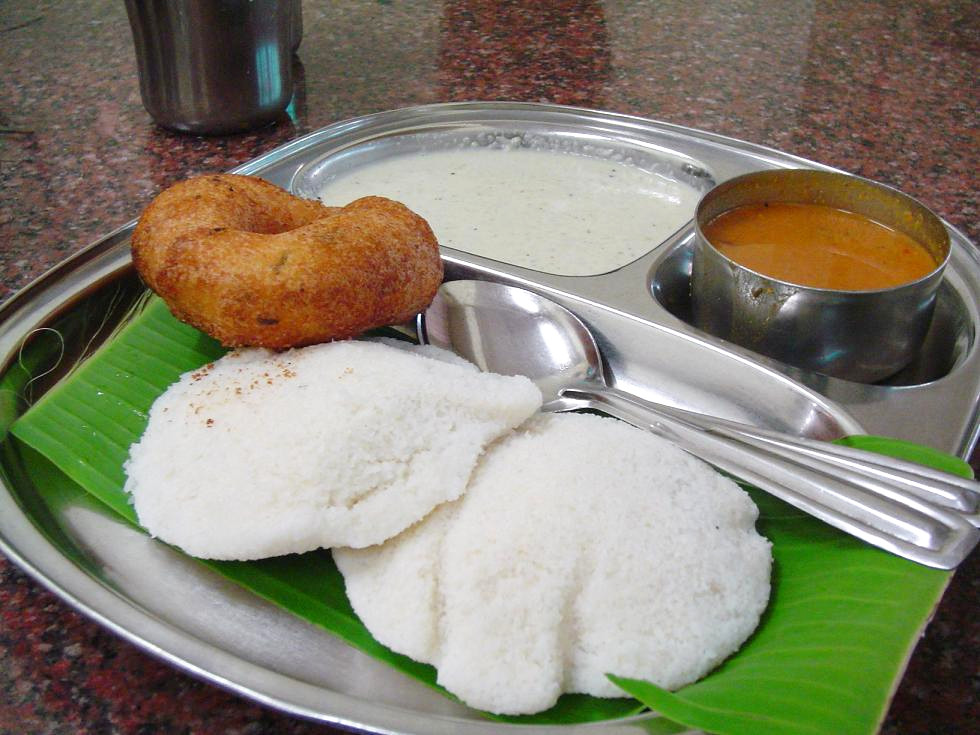
En el Sur de la India se toma como desayuno junto con Idly, el Sambhar y Vada todo ello servido en una hoja de banana. Es de notar los platos y las copas de acero inoxidable muy típicas de la cocina del Sur de la India.

El sambar o sambhar (tamil: சாம்பார் - சாம்பாறு en Sri Lanka; kannada: ಸಾಂಬಾರ್‍; Malayalam: സാംബാറ്; telugu: సాంబారు), pronunciado como "saambaar", es un plato muy común en el Sur de la India y en Sri Lanka, elaborado de lentejas (generalmente guandul, denominada también toor dal en el norte de la India y thuvaram paruppu en Tamil Nadu, Sur de la India).

## Características
El sambar consiste en un caldo elaborado con tamarindo (la pulpa se remoja en agua y se extrae el sabor, la masa del tamarindo se tira después) y una mezcla de diferentes especias conocida en tamil como 'Sambar Podi' (polvo) o coco rallado con semillas de coriandro y guindillas rojas, a la que se le añade el caldo de tamarindo. Se cuecen los guandules y las verduras hasta que se fusionan los sabores. Se incluye en el plato una gran variedad de verduras al sambar, la verduras más comunes son las okras, los rábanos y las calabazas así como las challotas y las cebollas. El sambar cocinado se aliña con semillas de mostaza, urad dal, asafétida (leche extraída de la raíz de la planta Ferula asa-foetida que se seca en una goma resinosa). Se añade para dar sabor las hojas del árbol del curry (nombre botánico del Murraya koenigii) u hojas de coriandro.

## Servir
El Sambar se sirve generalmente con arroz cocido. El Sambar con arroz es uno de los platos principales de la cocina diaria del sur de la India. No es muy raro ver comer el arroz del sambar con appalam (papad). En el sur de la India, el Vada sambar y el Idli son muy populares como desayuno. Se sirve con casi todos los platos del sur de la India con el idli, dosa y vada.